# Ostrogoda (rei)
Ostrogoda (Ostrogotha) foi um rei godo da dinastia dos Amalos, o primeiro a reinar sobre esse povo nos arredores do mar Negro, ao sul da atual Rússia. Pertencia à sexta geração de líderes góticos e era filho de Hisarna e pai de Hunuino. É reconhecido pelas fontes clássicas que lidam com a história gótica como o herói e fundador epônimo do ramo oriental dos godos, os ostrogodos. Segundo Cassiodoro, Ostrogoda tinha como principal característica sua paciência.
Segundo a Gética de Jordanes, no reinado do imperador Filipe, o Árabe (r. 244–249), devido ao cessar dos pagamentos romanos aos godos, Ostrogoda, que à época comandava ambos os ramos góticos (ostrogodos e visigodos), cruzou o Danúbio e liderou ataques na Mésia e Trácia. Na invasão, os godos tentaram tomar Marcianópolis, na Trácia, e exigiram resgate pela cidade. Depois, retornaram para seu país com o butim.
Pouco após o retorno dos exércitos góticos, o rei gépida Fastida enviou emissários a Ostrogoda para exigir que cedesse pacificamente partes de seus domínios, ou que lutasse por eles. Ostrogoda respondeu que preferiria lutar, e no conflito subsequente, Fastida foi derrotado e os gépidas retornaram para seu país. Durante o resto de seu reinado os godos gozaram da paz.